# Lijst van afleveringen van CatDog
Dit is een lijst van afleveringen van de tekenfilmserie CatDog.

## Seizoen 1 (1998-1999)
| Nr. | Titel                            | Beschrijving | Eerste uitzending |
| --- | -------------------------------- | --- | ----------------- |
| 1   | Dog Gone                         | Cat wil dat Dog hem verlaat. | 4 april 1998      |
| 1   | Fan Mail                         | In een filler segment, aangezien de piloot te kort was, CatDog lezen hun fan mail, maar sinds Winslow beweert dat er geen mail voor hen, Dog maakt een wilde versie van hun oorsprong verhaal. | 4 april 1998      |
| 1   | All You Can't Eat                | Ranzig Konijn probeert CatDog weg te houden van het "Taco Depot". | 4 april 1998      |
| 2   | The Island                       | CatDog gaat op een (stressvolle) vakantie. | 6 oktober 1998    |
| 2   | All You Need is Lube             | Luke doet alles voor Cat nadat deze zijn leven redde. | 6 oktober 1998    |
| 3   | Shriek Loves Dog                 | Cat probeert om Shriek en Dog te koppelen. | 7 oktober 1998    |
| 3   | Work Force                       | CatDog gaat werken in de fabriek van Ranzig Konijn. | 7 oktober 1998    |
| 4   | Diamond Fever                    | CatDog wordt eigenaar van een diamantmijn. | 8 oktober 1998    |
| 4   | The Pet                          | Cat probeert het dier van Dog te doden. | 8 oktober 1998    |
| 5   | Party Animal                     | Catdog en Winslow houden beiden feestjes. | 9 oktober 1998    |
| 5   | Mush, Dog, Mush!                 | Cat doet, verkleed als een hond, mee aan een hondenwedstrijd. | 9 oktober 1998    |
| 6   | Armed and Dangerous              | De penvriend van Cat komt op bezoek | 12 oktober 1998   |
| 6   | Fistful of Mail!                 | Dog wil de krantenjongen te grazen te nemen, maar hij faalt. | 12 oktober 1998   |
| 7   | Pumped                           | Cat verandert Dog in een gigantisch gespierde Hulk, om tegen de Griezels op te nemen. | 13 oktober 1998   |
| 7   | Dummy Dummy                      | Dog koopt een nieuwe Cat. | 13 oktober 1998   |
| 8   | Squirrel Dog                     | Cliff wordt aan Eddie geplakt met behulp van lijm. | 14 oktober 1998   |
| 8   | Brother's Day                    | Cat & Dog zoeken cadeautjes voor elkaar uit. | 14 oktober 1998   |
| 9   | Escape From the Deep End         | CatDog moeten verblijven in een zwembadgevangenis. | 15 oktober 1998   |
| 9   | The Collector                    | Cat verzamelt alle Mean Bob-actiefiguren die er bestaan. | 15 oktober 1998   |
| 10  | Full Moon Fever                  | | 16 oktober 1998   |
| 10  | War of the CatDog                | | 16 oktober 1998   |
| 11  | Safety Dog                       | | 20 oktober 1998   |
| 11  | Dog Come Home!                   | | 20 oktober 1998   |
| 12  | Nightmare                        | | 21 oktober 1998   |
| 12  | CatDogPig                        | | 21 oktober 1998   |
| 13  | New Neighbors                    | Dog denkt dat de twee nieuwe huisgenoten, oude dames, aliens zijn nadat hij een sciencefictionstrip leest.                                                                                     | 22 oktober 1998   |
| 13  | Dead Weight                      | | 22 oktober 1998   |
| 14  | Neferkitty                       | | 23 oktober 1998   |
| 14  | Curiosity Almost Killed the Cat  | | 23 oktober 1998   |
| 15  | Home is Where the Dirt is        | | 26 oktober 1998   |
| 15  | New Leash on Life                | | 26 oktober 1998   |
| 16  | Just Say CatDog Sent Ya          | | 27 oktober 1998   |
| 16  | Dog's Strange Condition          | | 27 oktober 1998   |
| 17  | Smarter than the Average CatDog  | | 28 oktober 1998   |
| 17  | CatDog Doesn't Live Here Anymore | | 28 oktober 1998   |
| 18  | All About Cat                    | | 29 oktober 1998   |
| 18  | Trespassing                      | | 29 oktober 1998   |
| 19  | Flea or Die!                     | CatDog krijgt vlooien. | 3 november 1998   |
| 19  | CatDog Food                      | CatDog wordt de mascotte van een nieuw merk dierenvoer. | 3 november 1998   |
| 20  | CatDog's End                     | CatDog snijdt zich in twee stukken, en nemen ieder een ander achterwerk. | 4 november 1998   |
| 20  | Siege On Fort CatDog             | | 4 november 1998   |

## Seizoen 2 (1999-2000)
| Nr. | Titel                                                          | Beschrijving | Eerste uitzending |
| --- | -------------------------------------------------------------- | --- | ----------------- |
| 21  | Send in the CatDog / Fishing For Trouble / Fetch               | TBA | 15 februari 1999  |
| 22  | The Lady is a Shriek / Dog the Mighty                          | 1: Shriek wordt meer een dame, nadat niemand denkt dat ze een meisje is. 2: Dog redt Ranzig Konijn en wordt zo een Superheld. | 16 februari 1999  |
| 23  | Hail the Great Meow Woof / Battle of the Bands                 | TBA | 17 februari 1999  |
| 24  | Adventures in Greaser Sitting / The Cat Club / Cat Diggety Dog | 1: CatDog verliest per ongeluk Cliffs baby-nicht, wanneer ze babysitten. 2: Cat sluit zich aan bij een geheime club die honden wil uitroeien. | 18 februari 1999  |
| 25  | Fred the Flying Fish / CatDog Divided                          | 1: Cat probeert te bewijzen dat de "vliegende vissen"-mythe onwaar is. 2: Doordat er een magie-truc misging zijn Cat en Dog gesplitst. | 19 februari 1999  |
| 26  | The Unnatural / Dog Ate It / Dopes on Slopes                   | 1: Cat probeert Dog te laten gewicht verliezen. 2: Cat probeert Dog te leren hoe je moet skiën. | 23 februari 1999  |
| 27  | Spaced Out / Nine Lives                                        | 1: Alle 9 levens van Cat lopen weg. | 24 februari 1999  |
| 28  | Dem Bones / Winslow's Home Videos / You're Fired               | TBA | 25 februari 1999  |
| 29  | Showdown at Hole 18 / Sneezie Dog                              | 1: Cat probeert het golf-kampioenschap te winnen, terwijl hij verbannen is van het golfveld. | 26 februari 1999  |
| 30  | Climb Every CatDog / Canine Mutiny                             | TBA | 1 maart 1999      |
| 31  | It's a Wonderful Half Life / Shepherd Dog                      | 2: Dog krijgt werk als een schapenhond. | 26 juli 1999      |
| 32  | Surfin' CatDog / Guess Who's Going to be Dinner!               | TBA | 27 juli 1999      |
| 33  | The House of CatDog / CatDog Campers                           | TBA | 28 juli 1999      |
| 34  | Let the Games Begin! / Winslow Falls in Love                   | 1: CatDog & de Griezels proberen elk een wedstrijd te winnen. 2: CatDog bezorgt Winslow een zielsverwande zodat hij zou stoppen met treiteren. | 29 juli 1999      |
| 35  | Dog Power / It's a Jungle in Here!                             | 2: Dog verandert per ongeluk het huis in een jungle. | 30 juli 1999      |
| 36  | Sumo Enchanted Evening / Hotel CatDog                          | 1: CatDog vindt de voordelen van dik te zien, door zichzelf om te vormen tot sumo-worstelaars. 2: Cat verandert zijn huis in een hotel, alleen komt hij te weten dat het moeilijker is dan hij dacht. | 9 oktober 1999    |
| 37  | Rodeo CatDog / Teeth For Two                                   | TBA | 23 oktober 1999   |
| 38  | Sweet and Lola / Rich Shriek, Poor Shriek                      | TBA | 30 oktober 1999   |
| 39  | CatDogula                                                      | TBA | 31 oktober 1999   |
| 40  | Remain Seated / CatDog Catcher                                 | TBA | 6 november 1999   |
| 41  | Talking Turkey                                                 | TBA | 26 oktober 1999   |
| 42  | A Very CatDog Christmas                                        | TBA | 30 november 1999  |
| 43  | Shriek on Ice / No Thanks for the Memories                     | 1: Shriek stopt met een Griezel te zijn, om haar levensdroom te vervullen: een ijsschaatser zijn. 2: Dog krijgt een slag op zijn hoofd en lijdt aan geheugenverlies, en Cat gebruikt dat om Dog te leren meer een 'Cat' te zijn.                                                                                         | 16 oktober 1999   |
| 44  | Extra! Extra! / CatDog Squared                                 | TBA | 11 december 1999  |
| 45  | CatDog 3001 / Cloud Bursting                                   | TBA | 11 mei 2005       |
| 46  | Royal Dog / Springtime For CatDog                              | TBA | 9 maart 2000      |
| 47  | A Dog Ate My Homework / The End                                | 1: Dog wordt betaald om iedereen zijn huiswerk op te eten. 2: CatDog ziet een bord waarop staat "De Regen die Alle Regens Beëindigt". | 9 maart 2000      |
| 48  | Cliff's Little Secret / Freak Show                             | In Cliff's Little Secret ontdekt CatDog dat Cliff op ballet zit. In Freak Show wordt CatDog een attractie in het circus. | 16 maart 2000     |
| 49  | Fire Dog / Dog Show                                            | TBA | 23 oktober 2000   |
| 50  | The Geekers / The Golden Hydrant                               | 1: CatDog vormt met wat anderen een eigen versie van 'De Greasers': 'De Geekers', maar ze eindigen net zo gemeen als de echte. 2: Dog vindt een legendarisch ding voor honden: "De Gouden Hydrant". | 23 maart 2000     |
| 51  | Lube in Love / Picture This                                    | TBA | 23 maart 2000     |
| 52  | Stunt CatDog / Greasers in the Mist                            | TBA | 30 maart 2000     |
| 53  | Doo Wop Diggety / CatDogumentary                               | 1: Lola gebruikt het geld dat haar baas haar gaf om een documentaire te maken van CatDog op een elektrische hangmat. Maar dan moet ze een documentaire maken met een laag budget. | 3 maart 2000      |
| 54  | Kooky Prank Day / Back to School                               | 1. Een tweede versie van April Fools' Day waarin Cat eigenlijk degene is die alle ongelukken begaat, totdat hij zijn ultieme grap voorbereid. 2: Cat heeft nooit zijn diploma gekregen, zodat hij niet naar een reüniefeest kan, dus Cat moet terug naar de middelbare school voor een dag, om zich te laten diplomeren. | 19 juni 2000      |

## Seizoen 3 (2000-2007)
| Nr.      | Titel                                                | Beschrijving                                                           | Eerste uitzending |
| -------- | ---------------------------------------------------- | ---------------------------------------------------------------------- | ----------------- |
| 55       | Monster Truck Folly / CatDog's Gold                  | TBA                                                                    | 12 augustus 2000  |
| 56 57 58 | The Great Parent Mystery                             | Zie CatDog en het Grote Oudermysterie                                  | 26 augustus 2000  |
| 59       | Silents Please! / Gorilla My Dreams                  | TBA                                                                    | 1 januari 2006    |
| 60       | Seeing Eye Dog / Beware of Cliff                     | 1: CatDog helpt een blinde man. 2: Cliff wordt aardig.                 | 15 mei 2001       |
| 61       | Rinky Dinks / Hypno-Teased                           | TBA                                                                    | 1 januari 2007    |
| 62       | CatDog Candy / Movin' On Up                          | 1: CatDog maakt per ongeluk het beste snoep ter wereld & aller tijden. | 1 januari 2007    |
| 63       | New Cat in Town / CatDog Cousteau                    | TBA                                                                    | 18 mei 2001       |
| 64       | Harraslin' Match / Dog The Not So Mighty             | TBA                                                                    | 29 november 2003  |
| 65       | Cat Gone Bad / Old CatDog And The Sea                | TBA                                                                    | 15 juni 2004      |
| 66       | Cone Dog / The Ballad Of Ole'                        | TBA                                                                    | 1 augustus 2004   |
| 67       | Mean Bob, We Hardly Knew Ya / CatDog In Winslow Land | TBA                                                                    | 1 januari 2006    |
| 68       | Vexed Of Kin / Meat, Dog's Friends                   | TBA                                                                    | 9 september 2000  |